# Российско-японская граница
Российско-японская граница (яп. 日露国境) — современная государственная граница между Российской Федерацией и Японией. Является морской по всей протяженности. Протяжённость границы примерно 194,3 км.

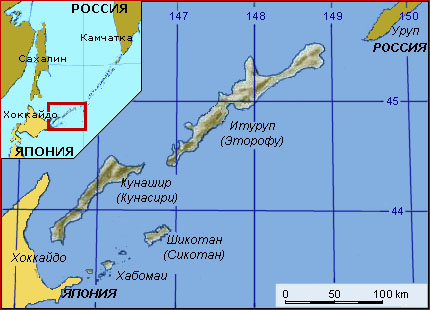
Спорные между Россией и Японией территории с российскими и японскими названиями.

## История
См.также: Советско-японские пограничные конфликты
Российско-японская граница очень часто менялась, Курильские острова, либо их часть, оказывались то под властью России, то под властью Японии. В 1905 — 1945 гг. в состав Японии также входила южная часть острова Сахалин (Карафуто), поэтому в период 1905—1945 гг. часть российско-японской, а затем и советско-японской границы была сухопутной. Современная граница была установлена после Второй мировой войны.

## Описание

Морская граница пролегает в месте наибольшего сближения территорий России и Японии: Кунаширский пролив между островами Хоккайдо и Кунашир

Российско-японская граница де-факто, а также, с точки зрения России, де-юре, проходит через проливы: Лаперуза, Кунаширский, Измены и Советский, отделяющие Сахалин и Курильские острова от японского острова Хоккайдо. С точки зрения Японии, граница де-юре проходит через проливы Лаперуза и Фриза. Последний отделяет курильские острова Итуруп и Уруп.

## Территориальные споры
Япония претендует на южную группу Курильских островов — Итуруп, Шикотан, Кунашир и Хабомаи, перешедшие в качестве военного трофея под контроль СССР (и России в качестве правопреемницы) в 1945 году. Эта граница существовала в 1855 — 1875 годах. Была установлена 7 февраля 1855 г. и была первым русско-японским договором о торговле и границах (Симодский трактат). Упразднена 7 мая 1875 г. подписанным с Японией Петербургским договором, по которому к последней отошли все Курильские острова. C 1981 г. в Японии 7 февраля празднуют День северных территорий по случаю присоединения к ней Южных Курильских островов.

## Пункты пропуска
Пункты пропуска на российско-японской границе отсутствуют, так как граница морская по всей протяжённости. Ввиду водного характера границы здесь часто фиксируются нарушения её морскими рыболовецкими судами. Из-за гораздо большей населённости префектуры Хоккайдо (свыше 5,5 млн. чел.), нарушают границу как правило японские рыбаки, которые могут наносить многомиллионный ущерб незаконным выловом краба. При этом закон даёт возможность японским рыбакам пересекать границу легально и вести добычу морских ресурсов в определённых участках архипелага Хабомаи. С 1963 года близ острова Сигнальный  японскими рыбаками по межправительственным и межведомственным соглашениям между Россией и Японией ведётся промысел морской капусты.
Для контроля над морской границей с Японией и предотвращения расхищения природных ресурсов РФ на о. Танфильева действует погранзастава с соответствующей инфраструктурой. Постоянного гражданского населения на острове нет, однако здесь круглогодично проживают пограничники с семьями,  а также регулярно прибывают в режиме ротации до нескольких десятков сезонных работников.